# St Joseph's Football Club
La St Joseph's Football Club è una squadra di calcio di Gibilterra. Fondata nel 1912, è la società di calcio più antica del piccolo stato del Mediterraneo. È affiliata alla confederazione UEFA, nel cui Ranking per club occupa la 313ª posizione. 
Milita in Football League, la principale divisione calcistica di Gibilterra.

## Storia

### Dalla fondazione (1912) alla stagione 2015/16
Fondata il 16 gennaio 1912, la St. Joseph's è una delle più antiche squadre di calcio gibilterriane.
La prima partita ufficiale fu il 12 aprile 1913 contro la Rovers FC, in un minicampionato giovanile di sole 4 squadre.
Anche se ha sempre militato nell'allora massima serie calcistica di Gibilterra (6 squadre), la Premier Division, il club ha vinto un solo campionato, nella stagione 1995-1996, con Gonzalo Aguilera come allenatore.
Decisamente migliori i numeri nella Rock Cup, con 10 titoli nella loro storia, l'ultimo dei quali arrivato nel 2013. Nella stagione 2012-2013, infatti, la squadra vince la decima Coppa di Gibilterra (Rock Cup), oltre alla prima Supercoppa di Gibilterra.
Nella stagione 2013-14 il club ha evitato la retrocessione grazie al successo negli spareggi retrocessione/salvezza contro il Mons Calpe, vittoria arrivata inaspettatamente nel finale.
Da lì il club ha terminato regolarmente nella prima metà della classifica nelle stagioni successive.

### Stagione 2016/17
Nella stagione 2016/2017, grazie al 3º posto in campionato, si è qualificato per la UEFA Europa League per la prima volta nella sua storia, dopo che Gibilterra aveva ottenuto un posto aggiuntivo nella competizione.

### Stagione 2017/18
La prima apparizione europea del club termina con un pesantissimo 10-0 contro i ciprioti dell’AEL Limassol.
In agosto 2017, il capitano del club Esteban Montes e Alberto Montaño sono stati squalificati rispettivamente 5 e 3 anni per aver infranto le regole sulle scommesse; entrambi i giocatori sono stati immediatamente allontanati dal club ed esclusi dalla rosa.
In campionato conclude in classifica in terza posizione.

### Stagione 2018/19
Il club prende parte al primo turno preliminare di Europa League, venendo subito eliminato dal B36 Tórshavn ai calci di rigore, dopo che entrambi i match sono terminati per 1-1.
In campionato arriva in terza posizione.
In occasione della seconda partecipazione in Europa League, è stato composto l'attuale inno della squadra "St. Joseph's Forever Blue".

### Stagione 2019/20
Prende parte nella successiva edizione di Europa League, ma questa volta riesce nell'impresa di passare il primo turno a discapito del Prishtina, ottenendo nei preliminari un pari in Kosovo ed una vittoria per 2-0 tra le mura amiche. Viene sbaragliata però nel primo turno qualificatorio dalla affermata squadra scozzese dei Rangers. La squadra gibilterriana nel doppio incontro registra in totale una pesante sconfitta per 10-0.
In seguito all'unione tra la Premier Division e la serie cadetta Second Division, la squadra viene iscritta nel nuovo campionato National League a 12 squadre.
Il campionato risente della pandemia di COVID-19 e viene sospeso a marzo, a meno di due mesi dalla fine della stagione. Viene confermato il secondo posto della Saint Joseph's, a due punti di distacco dal primo.

### Stagione 2020/21
Nella stagione 2020/21, nel turno preliminare di Europa League la squadra viene fermata in casa per 1-2 contro il B36 Tórshavn.
In campionato la squadra si classifica terza e parteciperà alla nuova UEFA Conference League.

### Stagione 2021/22
Nella stagione 2021/22, la squadra compete nella prima edizione della Conference League, qualificandosi per il primo round di qualificazioni dove affronterà la squadra estone del Levadia. La partita di andata in trasferta viene persa dalla St. Joseph's per 3-1, la partita di ritorno in casa finisce con 1-1. Il punteggio totale è perciò di 4-2 per la formazione estone che passa il turno a scapito della compagine gibilterriana.
Arriva terza nel campionato di National League.

### Stagione 2022/23
La compagine prende parte alle qualificazioni per la Conference League. Al primo turno si impone contro la squadra nordirlandese del Larne con un punteggio complessivo di 1-0, ma si ferma al secondo turno contro la formazione ceca dello Slavia Praga con un passivo complessivo di 0-10.
Si posiziona come quinta nella classifica finale della Football League, nuova massima serie del calcio di Gibilterra a partire da questa stagione.

### Stagione 2023/24
La squadra si posiziona al secondo posto a due punti di distacco dal posto superiore.

### Stagione 2024/25
La squadra di Gibilterra viene ammessa per la terza volta alla Conference League e viene sconfitta al primo turno qualificatorio contro la squadra irlandese dello Shelbourne con un aggregate score di 2-3.

## Palmarès

### Competizioni nazionali
- Campionato gibilterriano: 1

1995-1996
- Coppa di Gibilterra: 10[7]

1955-1956, 1978-1979, 1982-1983, 1983-1984, 1984-1985, 1986-1987, 1991-1992, 1995-1996, 2011-2012, 2012-2013
- Supercoppa di Gibilterra: 2

2012-2013, 2024

### Altri piazzamenti
- Campionato gibilterriano:

Secondo posto: 2011-2012, 2012-2013, 2019-2020, 2024-2025
Terzo posto: 2014-2015, 2015-2016, 2016-2017, 2017-2018, 2018-2019, 2020-2021, 2021-2022, 2024-2025
- Coppa di Gibilterra:

Semifinalista: 2014-2015, 2016-2017, 2019-2020, 2023-2024
- Supercoppa di Gibilterra:

Finalista: 2013-2014
- Gibraltar Premier Cup:

Finalista: 2014-2015
Semifinalista: 2013-2014

## Record Europei
| Competizione           | Partite giocate | Vinte | Pareggiate | Perse | GF | GS | GD  | % Vittorie |
| ---------------------- | --------------- | ----- | ---------- | ----- | -- | -- | --- | ---------- |
| UEFA Europa League     | 9               | 1     | 3          | 5     | 6  | 25 | −19 | 11,11      |
| UEFA Conference League | 8               | 1     | 3          | 4     | 5  | 18 | −13 | 12,50      |
| Totale                 | 17              | 2     | 6          | 9     | 11 | 43 | −32 | 11,76      |

 Legenda: GF = Gol fatti. GS = Gol subiti. GD = Differenza reti. 
| Stagione | Competizione                  | Turno | Squadra avversaria | Andata | Ritorno | Complessivo (aggregate) |
| -------- | ----------------------------- | ----- | ------------------ | ------ | ------- | ----------------------- |
| 2017–18  | UEFA Europa League            | 1Q    | AEL Limassol       | 0–4    | 0–6     | 0–10                    |
| 2018–19  | UEFA Europa League            | PR    | B36 Tórshavn       | 1–1    | 1–1     | 2–2, 2–4 (d.c.r.)       |
| 2019–20  | UEFA Europa League            | PR    | Prishtina          | 1–1    | 2–0     | 3–1                     |
| 2019–20  | UEFA Europa League            | 1Q    | Rangers            | 0–4    | 0–6     | 0–10                    |
| 2020–21  | UEFA Europa League            | PR    | B36 Tórshavn       | 1–2    |         |                         |
| 2021–22  | UEFA Europa Conference League | 1Q    | FCI Levadia        | 1–3    | 1–1     | 2–4                     |
| 2022–23  | UEFA Europa Conference League | 1Q    | Larne FC           | 0–0    | 1–0     | 1–0                     |
| 2022–23  | UEFA Europa Conference League | 2Q    | Slavia Praga       | 0–4    | 0–7     | 0–11                    |
| 2024–25  | UEFA Europa Conference League | 1Q    | Shelbourne         | 1–2    | 1–1     | 2–3                     |

 Legenda: 
PR = Turno preliminare
1Q = Primo turno di qualificazioni
2Q = Secondo turno di qualificazioni
      Vittoria
      Pareggio
      Sconfitta

## Organico

### Rosa 2021-2022
Aggiornata al 27 settembre 2021.
| N. |                       | Ruolo | Calciatore        |
| -- | --------------------- | ----- | ----------------- |
| 1  | Gibilterra (bandiera) | P     | Jamie Robba       |
| 2  | Gibilterra (bandiera) | D     | Jaime Serra       |
| 3  | Gibilterra (bandiera) | D     | Julian Valarino   |
| 4  | Spagna (bandiera)     | A     | Ezequiel Rojas    |
| 5  | Gibilterra (bandiera) | A     | Max Cottrell      |
| 6  | Belgio (bandiera)     | C     | Charni Ekangamene |
| 7  | Gibilterra (bandiera) | A     | Sykes Garro       |
| 8  | Gibilterra (bandiera) | A     | Kelvin Morgan     |
| 9  | Gibilterra (bandiera) | A     | Kevagn Robba      |
| 10 | Spagna (bandiera)     | A     | Boro (capitano)   |
| 11 | Spagna (bandiera)     | D     | Nano              |
| 12 | Gibilterra (bandiera) | C     | Andrew Hernandez  |
| 13 | Spagna (bandiera)     | P     | Félix Romero      |

| N. |                       | Ruolo | Calciatore                     |
| -- | --------------------- | ----- | ------------------------------ |
| 14 | Gibilterra (bandiera) | D     | Erin Barnett                   |
| 15 | Spagna (bandiera)     | C     | Cristian Pecci (vice capitano) |
| 16 | Ghana (bandiera)      | A     | Ishmael Kofi Antwi             |
| 18 | Gibilterra (bandiera) | D     | Antony Moulds                  |
| 19 | Spagna (bandiera)     | A     | Juanfri                        |
| 20 | Argentina (bandiera)  | D     | Federico Martin Villar         |
| 21 | Gibilterra (bandiera) | C     | Alain Pons                     |
| 22 | Spagna (bandiera)     | C     | Juamma                         |
| 23 | Gibilterra (bandiera) | P     | John Hernandez                 |
| 24 | Spagna (bandiera)     | C     | Domigo Ferrer                  |
| 25 | Gibilterra (bandiera) | D     | Aymen Mouelhi                  |
| -  | Argentina (bandiera)  | A     | Seba Diaz                      |

### Staff tecnico
Aggiornato al 25 settembre 2021.
Staff tecnico
- Jaime Molina - Allenatore
- Juan José Bezàres Alarcon - Allenatore in seconda
- Félix Romero - Preparatore portieri
- Miguel Alberto Chamorro de Saro - Preparatore atletico

## Società correlate

### Sezione giovanile e vivaio sportivo
La St Joseph's possiede una squadra di riserva, la St Joseph's Reserve, che milita nel campionato giovanile denominato NHCSFL, acronimo di North Home Counties Sunday Football League. Recentemente nelle coppe internazionali europee (Europa League e Conference League), la squadra principale ha attinto alcuni giocatori dalla seconda squadra e inserendoli nella cosiddetta lista B.
Dal 2013 la società gibilterriana è affiliata al club spagnolo Real Balompédica Linense, per cui svolge la funzione di vivaio.

### Sezione femminile
La società gestisce anche la squadra femminile delle St Joseph's Ladies, vincitrice di un campionato della massima serie femminile nella stagione 2006/07.

### Sponsor del kit
| Periodo   | Sponsor tecnico            | Sponsor di maglia |
| --------- | -------------------------- | ----------------- |
| ...–2016  | Adidas                     | Bonmilk           |
| 2016–2017 | Gedo                       | N.D.              |
| 2017–2019 | Kromex                     | Prop Ability      |
| 2019–2020 | Joma                       | M Price           |
| 2020–2021 | Hope and Glory Sportswsear | N.D.              |
| 2021–     | Legea                      | Gibro Group       |